# Peter, Paul and Mary
 (octobre 2024).
Si vous disposez d'ouvrages ou d'articles de référence ou si vous connaissez des sites web de qualité traitant du thème abordé ici, merci de compléter l'article en donnant les références utiles à sa vérifiabilité et en les liant à la section « Notes et références ».
Peter, Paul and Mary est un groupe folk ou pop-folk originaire du quartier de Greenwich Village à New York, formé de Peter Yarrow, Paul Stookey et Mary Travers, repérés en 1961 par Albert Grossman (en) qui deviendra leur producteur.

## Histoire
Surgis en plein renouveau de la musique folk, Peter, Paul and Mary ont dû se démarquer de groupes déjà célèbres comme le Kingston Trio. L’introduction d’une voix féminine, une grande attention portée aux harmonies vocales, un répertoire qui mêle des chansons traditionnelles dans le sillage de Pete Seeger et Woody Guthrie et des compositions d’artistes émergents comme Bob Dylan ont fait la différence : un « son Peter, Paul and Mary » est né et va s’imposer pendant près de dix ans.
Un premier album éponyme sort en 1962 : il met en avant Pete Seeger, issu du groupe The Weavers, avec If I Had a Hammer et Where Have All the Flowers Gone?. On y entend aussi 500 Miles, chanson traditionnelle déjà au répertoire du groupe The Journeymen (en). Le succès est immédiat.

### Ambassadeurs de Bob Dylan
Dans les albums qui suivent, Peter, Paul and Mary interprètent certaines de leurs (co)compositions (Puff the Magic Dragon, The Great Mandella) et ils font une large place à Bob Dylan, encore peu connu avec Blowin' in the Wind qui atteint la 2e place des charts en 1963, Don't Think Twice, It's All Right, The Times They Are a-Changin' ou When the Ship Comes In. Apparaissent aussi Gordon Lightfoot avec Early Morning Rain, et For Loving Me, Tom Paxton avec Last Thing on My Mind ou John Denver dont Peter, Paul and Mary propulsent la chanson Leaving on a Jet Plane au numéro 1 des charts en 1969.

Peter, Paul and Mary lors de la Marche sur Washington pour l'emploi et la liberté en 1963.

De nombreux folk-singers des années soixante se sont engagés socialement et politiquement contre le racisme ou la guerre du Viêt Nam ; ils ont souvent prôné la non-violence dans le sillage de Joan Baez : Peter, Paul and Mary ont participé à la marche sur Washington le 28 août 1963 aux côtés de Martin Luther King ; ils ont repris, en français, Le Déserteur de Boris Vian qu’ils ont chanté notamment lors d’un passage à Paris pour une semaine à l’Olympia en octobre 1965. Mais cette chanson a été retirée d’une émission de télévision qui leur a été consacrée : Le Canard Enchaîné s’est fait l’écho de cet acte de censure.
Le groupe se sépare en 1970 et se reforme en 1978 et à diverses reprises jusqu’en 2009 où Mary Travers meurt d’une leucémie à 72 ans. Elle avait donné son dernier concert avec Peter et Paul le 20 mai 2009 à New Brunswick (New Jersey). Dans sa chanson 3, Britney Spears y fait référence. Peter Yarrow est décédé le 7 janvier 2025.
Plusieurs des chansons de Peter, Paul and Mary ont été adaptées en français : J’entends siffler le train (500 Miles) fut chantée par Richard Anthony et Hugues Aufray ; Ecoute dans le vent (Blowin' in the wind de Bob Dylan qu'ils avaient chanté en avant-première à la Marche sur Washington pour l'emploi et la liberté le 28 août 1963) fut aussi chantée par Richard Anthony, puis plus tard dans une autre transposition par Hugues Aufray ; Si j’avais un marteau (If I Had a Hammer) par Claude François ; Dans la brume du matin (Early Morning Rain) par Joe Dassin ; Viens sur la montagne (Go Tell It on the Mountain) par Marie Laforêt ; Stewball par Hugues Aufray. À Greenwich Village, Peter, Paul and Mary avaient fait connaître Bob Dylan à Hugues Aufray qui a enregistré, en 1965, un album intitulé Aufray chante Dylan.[réf. souhaitée]

## Singles
Aux États-Unis et en Grande Bretagne, les singles sont des disques 45 tours à deux titres, sans pochette. En France, pendant la période active de Peter, Paul and Mary, les singles s'appelaient super 45 tours ou Extended Playing (EP). Ils offraient quatre titres et une pochette mais coûtaient plus cher. Les singles simples finiront peu à peu par s'imposer.
- 500 Miles, If I Had a Hammer (1962- États-Unis)
- Blowin' in the wind, Flora, Don't think twice it' all right, Autumn to May (EP- 1963- France)
- Puff the Magic dragon, Pretty Mary (1963- Etats-Unis)
- Stewball, Tell it on the mountain, Long chain, very last day (EP- 1963- France)
- Le Déserteur, Single girl, If I had my way, The times they are a-changing ( EP- 1964- France)
- Rock my soul (en concert), Rocky road, Quit your low down ways. ( EP- 1964- France)
- Car car, There is a ship, Blue, A-soaling (En concert). ( EP- 1964- France)
- For loving me, San Franciso Bay blues, The cuckoo, Come and go with me. ( EP- 1964- France)
- I dig rock and roll music, I'm in love with a big blue frog, No other name, Rolling home. ( EP- 1966- France)
- Leaving on a jet plane, The house song. (1967- États-Unis)
- The day is done, Make believe town. (1968- États-Unis)

Liste non exhaustive.

## Discographie
- 1962: Peter, Paul & Mary
- 1963: (Moving)
- 1963: In the Wind
- 1964: In Concert
- 1965: A Song Will Rise
- 1965: See What Tomorrow Brings
- 1966: Album
- 1967: Album 1700
- 1967: In Japan
- 1968: Late Again
- 1969: Peter, Paul & Mommy
- 1970: Ten Years Together
- 1978: Reunion
- 1983: Such Is Love
- 1986: No Easy Walk to Freedom
- 1988: A Holiday Celebration
- 1990: Flowers and Stones
- 1993: Peter Paul & Mommy Too
- 1995: PP M& (LifeLines)
- 1996: Lifelines Live
- 1998: Around the Campfire

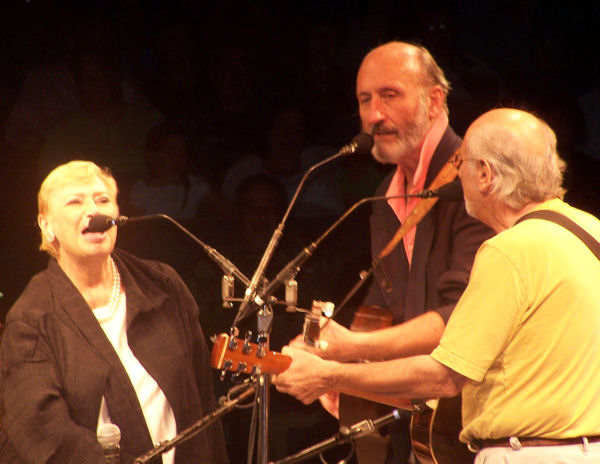
Peter, Paul and Mary en 2006.

- 1998: The Collection - Reader's Digest Special Release
- 1999: Songs of Conscience and Concern
- 2004: In These Times
- 2004: Carry It On